# Киллинаспик
Киллинаспик (англ. Killinaspick; ирл. Coill an Easpaig, «епископский лес») — деревня в Ирландии, находится в графстве Килкенни (провинция Ленстер).